# Унијати у Далмацији
Унијати у Далмацији, или Гркокатолици у Далмацији, вјерска су заједница, која је постојала у 19. и 20. вијеку, углавном у насељима Кричке, Баљци и Врлика. Појавили су се 1832. године, а нестали у Другом свјетском рату, вративши се у православну вјеру, а мањим дијелом преласком у римокатолике.
То су били Срби православци, који су склопили унију са Римокатоличком црквом и признали врховну власт Папе, чиме су изашли из оквира Српске православне цркве. Задржали су православне црквене обичаје, као што је крштавање с три прста, слављење славе, служење литургије на квасном хљебу, причешће под оба вида, ношење браде и склапање брака код свештенства, иконостас у цркви и изостанак клупа за сједење.
Унијаћење је спровођено уз потпору државе, тада Аустријског царства, а цар је лично финансирао изградњу вјерских објеката. Срби и Српска православна црква су то доживљавали као насилан покушај покатоличења и затирања православног становништва Далмације, а Хрвати и Римокатоличка црква као мирољубиво склапање заједништва двије вјере.

## Ранији покушаји унијаћења
Први покушаји унијаћења православних Срба у Далмацији, догађали су се за вријеме владавине Млетачке републике. У вријеме Кандијског рата, 1648. године, велики број Срба православаца, предвођених епископом Епифанијем Стефановићем и калуђерима манастира Крке, пребјегао је са османске на млетачку територију. Епифаније Стефановић је 1. новембра 1648. у Виру склопио унију, уз присуство капуцина Вартоломеја из Вероне. Стефановић је убрзо затим умро, а калуђери су се окренули против уније, тако да је она пропала.
Млетачка република је након Карловачког (1699) и Пожаревачког мира (1718) завладала читавом Далмацијом. Све православне Србе на том подручју је у црквеном погледу потчинила млетачком филаделфијском архиепископу. Тада је то био Мелетије Типалди, који је званично прихватио унију 1690. године. За покушај унијаћења православних Срба у Далмацији, послужио му је Никодим Бусовић, парох из Шибеника, којег је 24. јуна 1693. поставио за епископа далматинског. Према католичким изворима, Никодим Бусовић је још 4. септембра 1692. у Венецији исповједио католичку вјеру. Иако је његово хиротонисање од стране Типалдија изазвало негодовање крчких калуђера и патријарха Арсенија III, патријарх га је ипак потврдио за епископа 1695. године. Након тога, Никодим Бусовић напушта унију и окреће се патријарху.
Након преласка Далмације у посјед Аустријског царства, настављају се напори у постизању уније. Аустријско царство је већ дуго имало искуства са унијатима на својој територији. Покушај унијаћења у Далмацији, без успјеха, одиграо се 1819. године, за вријеме далматинског епископа Венедикта Краљевића. Краљевић је у јесен 1818. отпутовао у Беч, гдје је боравио на позив аустријског цара Франца I. Тамо су га убиједили да склопи унију са Римокатоличком црквом, па након његовог повратка сљедеће године, стижу четири унијатска учитеља из Галиције (Русини). Српски народ се побунио против тога и поднио жалбу митрополиту карловачком Стефану Стратимировићу, а овај аустријском цару. Пошто је све то било узалуд, на Духове 11. марта 1821. године, завјереници су пуцали на Краљевићеве кочије. Том приликом је умјесто Краљевића, који се није налазио у кочијама, погинуо унијатски учитељ каноник Ступницки, а касније је од задобијених рана преминуо и градски заповједник. Краљевић је након овог догађаја побјегао у Задар, па у Италију, одакле се више никада није вратио.

## Појава првих унијата
Унијаћење је коначно успјело 1832. године у Петровом пољу (Дрнишка крајина). Дешавања у том правцу су кренула годину дана раније. Наиме, Петар Кричка, парох из Кричака и Марко Бусовић, парох из Баљака, имали су недозвољене везе са локалним мјештанкама. Петар Кричка је након смрти своје супруге, држао у кући једну жену, која је била трудна с њим. Главар села и његов први доглавник су фебруара 1831. оптужили у дрнишком суду свог пароха за немарност у извршењу дужности и неморал. Такође, угледни Србин из Дрниша, Јаков Мијовић, стално се жалио црквеним властима. Дрнишки суд је тужбу спровео задарском поглаварству, а ово се обратило епископу Јосифу Рајачићу, те након доказивања истинитости оптужби, позвало епископа да Кричку уклони из села и премјести на другу парохију. Епископ је ипак изабрао блажу варијанту, наредивши Крички да уклони из куће ону жену или ће сносити посљедице. У исто вријеме у дрнишки суд је стигла и тужба против Марка Бусовића. Он је био пропали трговац из Шибеника, који се замонашио у манастиру Крки, а касније добио парохију у селу Баљци. И њему је Рајачић запријетио да ће га лишити парохије, ако из куће не уклони жену подозривог владања са којом је живио. Кричка и Бусовић су игнорисали ове наредбе, па их је епископ 3 мјесеца касније позвао у Шибеник, да их опомене још једном. Пошто ни то није успјело, издаје декрет 28. јула 1831, којим се обуставља њихово свештенослужење и примање прихода, све док се не покоре наредби. Ова одлука је нарочито разљутила Кричку, који је у првој половини августа пошао у Задар да тужи епископа гувернеру и да прикаже своју невиност. Гувернер саопшти епископу, да је вољан признати привремено обустављање свештенослужења Кричке, али да он ипак мора и даље примати парохијске приходе, док коначну пресуду ο њему не изрече мјешовита комисија, која се треба саставити у Дрнишу, уз учешће једног епископског делегата. Приликом канонске посјете Дрнишу, Рајачић опет позове на разговор Кричку, захтијевајући од њега дужну послушност. Овај се покаже веома дрским пред епископом, упућујући чак и пријетње, ако не опозове своју наредбу. Да не би дошло до већег зла, епископ ипак пристане да мјешовита комисија опет испита ствар. Комисија је на крају потврдила да су оптужбе против Кричке и Бусовића истините.
Писмом од 21. јануара 1832, нови гувернер Далмације, Венцеслав Лилијенберг, обавјештава епископа Рајачића да су Петар Кричка, парох Кричака и Марко Бусовић, парох Баљака, чврсто одлучили да пређу у римокатоличку вјеру, те да је таква њихова одлука под заштитом закона монархије. Кричка и Бусовић су отишли у Сплит, код бискупа Миочића и склопили унију са Римокатоличком црквом. Одбили су предати кључеве цркве новим свештеницима, који су постављени на њихово мјесто. Неколико својих парохијана су повели у Дрниш, да пред судом изјаве како желе да им остану стари пароси и да жале што их прогони епископ Рајачић. Својим потписом су ови људи постали први сљедбеници нове гркокатоличке вјере. Рајачић се у неколико својих писама гувернеру Лилијенбергу, жалио што је влада стала у заштиту Кричке и Бусовића, те указивао на то како њих двојица новцем и пријетњама наводе народ на унију. Гувернер је одговарао да свако има право на прелазак у нову вјеру и да се никакве незаконитости не дешавају. Такође је упозоравао Рајачића да опомене свештенике који говоре против уније, да не би били кажњени. Након што је 8. марта 1832. утврђено да постоји већ 46 унијата (21 у кричанској, 21 у баљачкој и 4 у дрнишкој парохији), власт је наредила да се те особе избришу из православних парохијских књига, што је Рајачић одбијао, док се не утврди да ли су самовољно пристале на то. Стално су пристизали спискови са новим преобраћеницима. Лилијенберг је 26. новембра наредио да се одмах предузме све што треба, како би се изградиле унијатске цркве у Кричкама и Баљцима, а да ће трошкове за градњу подмирити држава. Године 1833. је у Кричкама било 95, у Баљцима 35, Дрнишу 14, Кањанима 10 унијата. Они су разврстани у 2 парохије (кричанска и баљачка), а православни пароси су морали одмах издати матрикуларне изводе ових особа, како би се могли уписати у анаграфе нових унијатских парохија. Унијаћење се 1834. проширило и на Врлику. Ту је парох био Пахомије Бусовић, који се сукобио са локалним свештеником, напустио парохију и дошао у Дрниш, гдје је примио унију.
Петра Кричку је 1. марта 1834. убио момак који је служио у његовој кући, Јован Кашић Керић из Житнића, такође унијат. До сукоба је дошло пошто му Кричка није обезбиједио посао стражара код финанца у Дрнишу, који је био обећао. Након жестоке свађе је момак отјеран из попове куће. Увријеђен, запријетио је Крички да ће се осветити, што је и урадио. Сачекао га је у засједи, док је овај ишао из Кричака у Дрниш на мису и смртно га ранио. Кричка је ипак успио дојахати до Дрниша, гдје је и преминуо, у кући Јована Вежића. Док су га носили кроз Дрниш, показао је на кућу Јакова Мијовића и рекао: „Они су криви за моју несрећу”. Власти су убрзо ухапсиле Јакова Мијовића и његовог нећака Петра Мијовића, те двојицу православних свештеника из Косова поља, Макарија Вукадиновића и Спиридона Симића. Оптужени су за саучесништво у убиству, али су послије дуге истраге, због недостатка доказа пуштени из затвора, након неколико година. Убица је побјегао на турску територију и никад није ухваћен. Слиједила су честа хапшења православних свештеника. Тако су 1834, на Велику Госпојину, црквену славу у Дрнишу, ухапшени свештеници Антоније Радуловић, Никола Плавша, Симеон Илић, Григорије Радуловић и Марко Кричка, јер су говорили против уније. Исте године је опет ухапшен Григорије Радуловић (парох Кричака), као и Никифор Ковачевић (парох Врлике), због тога што су одбијали да пошаљу матрикуларне изводе поунијаћених. У страху су такође живјели гркокатолички свештеници и истакнути унијати, нарочито након стизања претећег писма у којем је, уз црни крст, писало на италијанском: „Вама унијатима и вашем заступнику намјеснику Лилијенбергу”.

## Примјери унијаћења
Православни Срби су прелазили у унију, под различитим обећањима власти. Онима који се упишу у „царску вјеру”, давано је жито на поклон у вријеме гладних година. Запошљавани су у државним пословима, као рудари, пољари, радници на изградњи путева итд. Чак се ишло дотле, да је обећавано повлачење оптужби за разна кривична дјела.
Далматински епископ Пантелејмон Живковић је послао писмо аустријском намјеснику (гувернеру) у Далмацији, Венцеславу Лилијенбергу, 15. фебруара 1835. године у којем даје примјере превођења Срба у Гркокатоличку цркву. Неки од примјера су сљедећи:
- Марта 1834. године, дрнишки начелник Антон Пленковић је предложио пароху у Кричкама, Григорију Радуловићу да пређе у унијате и да ће бити помилован од цара и гувернера уз зараду од 400 фиорина.
- 18. децембра 1834, Петар Сировица из Житнића је доведен у затвор због мањег прекршаја. Понуђено му је да постане унијат и да ће бити ослобођен тамнице. Након пристанка је пуштен, али није хтио да потпише за унију. Након тога му је сердар Пини нудио мјесто сеоског главара и одређену своту новца.
- Марко Милаковић и Филип Милаковић из Мосећа су имали спор око једне ограде са католиком Марком Елезом. Истакнути унијат Јован Вежић, обећао је да ће средити да спор буде у њихову корист ако пређу у унију, што су ова двојица и урадили.
- Тодор Милаковић, слијепи старац из Мосећа је зажелио да се исповиједи, али му је Јован Вежић довео гркокатоличког попа Бубановића. Након тога, парох Радуловић добија писмени позив да овог старца избрише из својих парохијских књига. Да би се лично увјерио у то, парох Радуловић оде код старца, који каже да није никад хтио да се поунијати и мислио је да се исповједио православном попу.
- Данило Лукавац из Тепљуха се вратио кући из тамнице у Задру. Позван је да плати неку таксу од 30 форинти. Јован Вежић му рече да пређе у његову вјеру и да ће бити ослобођен таксе, што овај и уради. Притом му је дао 20 крајцера и платио врч вина.
- 4. октобра 1834. године, Петар Перишић из Кричака је купио вола на сајму у Врлици. Сутрадан му дође једна особа и рече да је во украден. Уз помоћ свједока, Перишић је доказао своје право на вола и задржао га. Неколико дана касније се срео са сердаром Пинијем код унијатске цркве у Кричкама и овај му је рекао да мора прећи у унију или ће му во бити одузет.
- Почетком 1834. године, Ђуро Попац Гарделин из Кричака је смијењен са позиције пољара у селу. Сеоски главар, католик Никола Ћамин, рече му да ће га опет предложити за пољара и сутрадан одоше код дрнишког начелника Пленковића. Ћамин уђе у начелникову собу сам и послије изађе и каже Попцу да га начелник не може потврдити за пољара ако се не поунијати.
- Кад се дијелило жито сиромашнима због неродне године, одбијена су била нека лица из Дрниша и Велушића, иако су имали свједоџбе сиромаштва издате од православног пароха. Кад је Крсте Кричкић из Кричака у јануару 1834. замолио сеоског главара Николу Ћамина да му изда свједоџбу сиромаштва, овај му је рекао да ће то урадити када се потпише код унијатског попа. Кричкић на то није пристао и добио је свједоџбу од православног пароха Радуловића. Међутим, кад је с тим дошао код претора, овај му је рекао да за њега нема жита и у исти га час додијелио двојици који су се поунијатили.[3]

Симо Матавуљ је написао познату приповијетку Пилипенда, инспирисан догађајима везаним за унијаћење. Њена радња се одвија у селу К. у Петровом пољу, што се очигледно односи на Кричке.

## Градња вјерских објеката
У јануару 1835. су освећене двије велике унијатске цркве у Кричкама и Баљцима. То су били највећи сакрални објекти у унутрашњости Далмације. Грађене су државним новцем, по идентичним нацртима архитекте Валентина Пресанија, у класицистичком стилу. Црква у Кричкама је добила назив Покров Пресвете Богородице, а она у Баљцима Успење Господово. У народу су познате као „Роге”, због два велика звоника, налик роговима. Потрошено је 50.000 форинти за њихову изградњу, што је тада била највећа инвестиција државе у овом дијелу Далмације. Темељи цркава су положени још крајем 1832. године. У фебруару 1833. долази до заустављања радова, али су они убрзано настављени након убиства попа Кричке марта 1834. Унијатска црква у Кричкама је освећена 19. јануара 1835, уз присуство грофа Лилијенберга и унијатског бискупа из Крижеваца, Гаврила Смичикласа. Том приликом је организовано велико славље и парада. Сљедећи дан је освећена и црква у Баљцима. У Врлици је за служење унијатима постојала само капела, од које је 1844. године настала црква Свете Тројице. Она је била мања од прве двије и имала је један звоник.

## Црквена организација
Сједиште Гркокатоличке цркве у Далмацији је било у Кричкама. Службу у далматинским унијатским црквама су вршили свештеници из Крижеваца и Жумберка, гдје је Гркокатоличка црква била много раније организована и имала велики број вјерника. Крижевци су били сједиште гркокатоличке бискупије, а жупе у Далмацији су чиниле подархиђаконат. Године 1875. је жупа Кричке обухватала 13, жупа Баљци 3, а жупа Врлика 8 села.
У кричанској унијатској цркви је први служио Василије Бубановић, пошто је Петар Кричка убијен прије изградње цркве. Први баљачки унијатски парох (жупник) је био Марко Бусовић. Из Врлике је Пахомије Бусовић, зачетник унијатства у том мјесту, побјегао након убиства Кричке, па је за унијатског пароха постављен Дуликравић, који је имао и свог капелана Љубатовића.
Тада још није постојала црква у Врлици, већ само капела. Унијатски свештеници су били високо образовани људи, значајни у друштвеном и политичком животу. Посебно се истицао кричански жупник Никола Храниловић, који је био један од покретача изборних дјелатности у Дрнишу, приликом првих избора за Далматински сабор 1861. године. Њега је замијенио Милош Николић, оснивач прве школе у селу. Послије њега је жупник у Кричкама био Вјекослав Лабош. У Баљцима су крајем 19. вијека жупници били Арон Црвенковић и Хаџи Никодим Јовановић. Такође, у то вријеме, жупник Врлике је био Илија Малић.
Гркокатолички бискупи из Крижеваца су понекад обилазили своје жупе у Далмацији, а често су и слали инспекције да извиде стање. Године 1895. је свечано дочекан у Дрнишу крижевачки бискуп Јулије Дрохобецки, који је посјетио гркокатоличке жупе.

## Кретање броја унијата
Годину дана након појаве унијатства у Далмацији, односно 1833, у Кричкама је било 95, у Баљцима 35, Дрнишу 14, Кањанима 10 унијата. У јулу 1837. године званично је било 459 унијата, у врличкој парохији 124, у кричанској 263 и у баљачкој 72. На подручју Далмације је 1846. било укупно 878 унијата, од чега 648 у Дрнишкој крајини, 148 у Врлици, 33 у Книну, 2 у Макарској и 1 у Задру. Године 1841. је аустријски цар Фердинанд I донио одлуку о забрани прозелитизма у Монархији, а 1849. су донесене наредбе о дозволи преласка из једне вјере у другу само пунољетним особама, по одређеним правилима и одлука о изједначавању православне цркве са осталим црквама у држави. Вјероватно је због тога број гркокатолика у Далмацији 1857. године смањен на само 459 људи. Године 1875. је према гркокатоличким изворима било 684 унијата. Жупа у Кричкама је обухватала 320, Баљцима 278, а у Врлици 86 вјерника. Православна црква је вршила испитивање 1889. и утврдила да у ове три жупе има само 101 унијат, у Кричкама 58, Баљцима 19 и Врлици 24. На државном попису 1900. године, у Дрнишкој крајини је било 95 унијата, од чега 35 у Баљцима, 33 у Дрнишу, 19 у Кричкама, 4 у Седрамићу и 4 у Сиверићу. Према гркокатоличким изворима, 1939. године је у жупи Кричке било 134, жупи Баљци 110, а у жупи Врлика 15 унијата.

## Опадање и нестанак унијата
Највише унијата је било 1830-их година, на самом почетку унијаћења. Након тога више није било случајева преласка у унијате, већ само враћања на православље, тако да су се они постепено осипали. Завршетком Првог свјетског рата (1918) и стварањем Краљевства Срба, Хрвата и Словенаца, Гркокатоличка црква више није имала подршку државе, коју је уживала раније. Враћање гркокатоличких породица на православље је настављено. Дуго није било гркокатоличког свештеника у далматинским жупама. Из Крижеваца су повремено стизале инспекције да извиде стање. Године 1924. након одлуке да се за унијатског жупника у Кричкама постави Јосип Рибачук, долази до отпора локалних православаца, који су намјеравали претворити унијатску жупну кућу у школу. Главар села, православац Ђуро Ћакић, није дозволио да радници, које је позвао Рибачук, оправе унијатску жупну кућу. Велики жупан Иво Перовић је наредио да се испита колико има унијата у селу. Потврђено је само троје, па је наређено да се жупна кућа преуреди у школу 1. октобра 1924. Према католичким изворима, унијати су били изложени притиску и застрашивањем од стране жандарма и објавили су изјаву након тога: „Ми ниже потписани изјављујемо да нисмо, нити намјеравамо прећи у било какву другу вјеру, него јавно исповједамо да смо гркокатолици — унијати и као такви ћемо остати заувијек”. Након жалбе Крижевачког ординијата Министарству просвјете, нови унијатски поп, Јанко Хераковић, добио је кључеве жупне куће 24. новембра 1925. Он је уједно био и администратор жупа Баљци и Врлика. Постао је бискупски викар за гркокатолике у Далмацији.
Јанко Хераковић, рођен у Жумберку, познатији као поп Јанко, био је задњи унијатски свештеник у Далмацији. Његов брат Никола је постављен за првог усташког начелника у Дрнишу, априла 1941. године, почетком Другог свјетског рата. У рату су партизани 16. новембра 1942. године, упали на посјед унијатске цркве у Кричкама тражећи попа Јанка, опљачкали посјед и уништили све оно нису могли однијети. Акцију је предводио бивши гркокатолик који се пред рат вратио православљу. Поп Јанко је пред сам напад побјегао у Крижевце, а по завршетку рата је од комунистичке власти осуђен на затворску казну због сарадње са усташама, иако у народу није био запамћен по злу. Унијати у Далмацији су крајем 1942. остали без свог свештеника. Кричке и Баљке су контролисали четници. Унијатска кућа у Кричкама је постала четнички штаб, а доласком партизана и комунистичке власти крајем рата, сама црква је служила као складиште сијена, због чега је изгорјела након удара грома. Жупна кућа је преуређена у школу. Гркокатолици из самих Кричака и Баљака су се вратили на православље, док је један број (из околних насеља) прешао у римокатоличанство. У Врлици је посљедњи унијат умро 1952. године, па је општина откупила цркву у просвјетне сврхе. Након земљотреса 1970. године, до темеља је срушена.

## Обнављање унијатства
Године 2009. су почели радови на реконструкцији гркокатоличке цркве у Кричкама, чишћењем терена око ње. Радове финансира Крижевачка бискупија, уз помоћ Министарства културе Хрватске. Крижевачки бискуп Никола Кекић је 17. октобра служио Молебан испред рушевина цркве у присуству ходочасника из Крижеваца. Гркокатоличка црква процијењује да у Далмацији данас има око 500 унијата, изворних и досељених, који ће се поново имати гдје молити.
 Међутим, према задњем попису из 2001. године, у све четири далматинске жупаније заједно је регистровано 256 гркокатолика, углавном у већим градовима. Ниједан унијат није пописан у Кричкама, Баљцима или Врлици.